# A Szent Bertalan-templom szigete és hídjai
A A Szent Bertalan-templom szigete és hídjai Jean-Baptiste Camille Corot festménye, amely a washingtoni National Gallery of Art gyűjteményének része.
Corot munkássága meghatározó befolyással volt a 19. századi tájképfestészetre, és kitaposta az utat a század utolsó harmadában megjelenő impresszionizmus előtt. Habár tájképei karaktere megfelelt a hivatalos párizsi szépművészeti élet klasszicizáló elvárásainak, az azokhoz a szabadban készített tanulmányfestményei frissebbek, a fény és az atmoszféra megjelenítésére érzékenyebbek, könnyedebb ecsetkezelésűek, mint a hagyományos alkotások.
Corot első, 1826 és 1828 közötti itáliai utazásán készítette a képet, amelynek fókuszában a Tiberis-sziget, és az azon magasodó néhány emeletes, a barna különböző árnyalataival megfestett épületcsoport áll. A festmény előterét teljességgel kitölti a barnás-szürkés, sima folyó, amelyben a házak és hidak képe tükröződik. Az épületek fölé nyúlik a Szent Bertalan-templom (Basilica di San Bartolomeo all'Isola) harangtornya.